# Vincent Landais
Vincent Landais (Jarville-la-Malgrange, 17 ottobre 1991) è un copilota di rally francese, vincitore del campionato WRC-2 nel 2019 al fianco di Pierre-Louis Loubet; dal 2022 gareggia in coppia con Sébastien Ogier.

## Carriera
Landais fa il suo esordio nel Campionato del mondo Rally nel 2012 quando prende parte, in equipaggio con Laurent Gracial, al Rally d'Alsazia classificandosi in cinquantesima posizione. Nel 2019, in occasione del Rally del Portogallo conquista, con Pierre-Louis Loubet alla guida, i primi punti iridati e la vittoria nella categoria WRC-2. Al termine della stagione i due si aggiudicano il titolo WRC-2. Dal 2022 è co-pilota del pluri titolato Sébastien Ogier.

## Palmarès
- World Rally Championship-2 nel 2019 con Pierre-Louis Loubet su Škoda Fabia R5 e Škoda Fabia Rally2 evo

### Vittorie nel WRC
| # | Anno | Evento               | Pilota          | Auto                          | Squadra                 |
| - | ---- | -------------------- | --------------- | ----------------------------- | ----------------------- |
| 1 | 2023 | Rally di Monte Carlo | Sébastien Ogier | Toyota GR Yaris Rally1 Hybrid | Toyota Gazoo Racing WRT |
| 2 | 2023 | Rally del Messico    | Sébastien Ogier | Toyota GR Yaris Rally1 Hybrid | Toyota Gazoo Racing WRT |
| 3 | 2023 | Safari Rally         | Sébastien Ogier | Toyota GR Yaris Rally1 Hybrid | Toyota Gazoo Racing WRT |
| 4 | 2024 | Rally di Croazia     | Sébastien Ogier | Toyota GR Yaris Rally1 Hybrid | Toyota Gazoo Racing WRT |
| 5 | 2024 | Rally del Portogallo | Sébastien Ogier | Toyota GR Yaris Rally1 Hybrid | Toyota Gazoo Racing WRT |
| 6 | 2024 | Rally di Finlandia   | Sébastien Ogier | Toyota GR Yaris Rally1 Hybrid | Toyota Gazoo Racing WRT |
| 7 | 2025 | Rally di Monte Carlo | Sébastien Ogier | Toyota GR Yaris Rally1        | Toyota Gazoo Racing WRT |
| 8 | 2025 | Rally del Portogallo | Sébastien Ogier | Toyota GR Yaris Rally1        | Toyota Gazoo Racing WRT |
| 9 | 2025 | Rally di Sardegna    | Sébastien Ogier | Toyota GR Yaris Rally1        | Toyota Gazoo Racing WRT |

### Vittorie nel WRC-2
| # | Anno | Evento               | Pilota              | Auto           |
| - | ---- | -------------------- | ------------------- | -------------- |
| 1 | 2019 | Rally del Portogallo | Pierre-Louis Loubet | Škoda Fabia R5 |
| 2 | 2019 | Rally di Sardegna    | Pierre-Louis Loubet | Škoda Fabia R5 |

### Vittorie in altri Rally
| #  | Stagione | Campionato                      | Evento                                   | Pilota              | Auto                     |
| -- | -------- | ------------------------------- | ---------------------------------------- | ------------------- | ------------------------ |
| 1  | 2012     | Coppa di Francia                | Rallye Régional Plaine et Cîmes          | Paul Reutter        | Porsche 996 GT3          |
| 2  | 2012     | Coppa di Francia                | Rallye Régional de l'Alsace Bossue       | Paul Reutter        | Porsche 996 GT3          |
| 3  | 2013     | Coppa di Francia                | Rallye Régional Plaine et Cîmes          | Paul Reutter        | Porsche 997 GT3          |
| 4  | 2013     | Coppa di Francia                | Rallye Régional Mouzon-Frézelle          | Paul Reutter        | Porsche 997 GT3          |
| 5  | 2014     | Coppa di Francia                | Rallye Régional Mouzon-Frézelle          | Paul Reutter        | Porsche 997 GT3          |
| 6  | 2015     | Coppa di Francia                | Rallye National de la Plaine             | Paul Reutter        | Porsche 997 GT3          |
| 7  | 2017     | Coppa di Francia                | Rallye Régional de Printemps             | Quentin Giordano    | Škoda Fabia R5           |
| 8  | 2017     | Campionato svizzero             | Rallye National Pays du Gier             | Sébastien Carron    | Ford Fiesta R5           |
| 9  | 2018     | Nazionale Zona 1                | Rally del Tartufo                        | Sébastien Carron    | Škoda Fabia R5           |
| 10 | 2019     | Campionato francese asfalto VHC | Rallye National d'Autun - Sud Morvan VHC | Pierre-Louis Loubet | Ford Escort RS 1800 MKII |

## Risultati nel mondiale rally

### WRC
| 2012 | Scuderia | Vettura            |  |  |  |  |  |  |  |  |  |  |    |  |  |  |  |  | Punti | Pos. |
| ---- | -------- | ------------------ |  |  |  |  |  |  |  |  |  |  | -- |  |  |  |  |  | ----- | ---- |
| 2012 |          | Suzuki Swift Sport |  |  |  |  |  |  |  |  |  |  | 40 |  |  |  |  |  | 0     |      |

| 2013 | Scuderia | Vettura           |  |  |  |  |  |  |  |  |  |  |     |  |  |  |  |  | Punti | Pos. |
| ---- | -------- | ----------------- |  |  |  |  |  |  |  |  |  |  | --- |  |  |  |  |  | ----- | ---- |
| 2013 |          | Renault Mégane RS |  |  |  |  |  |  |  |  |  |  | Rit |  |  |  |  |  | 0     |      |

| 2014 | Scuderia       | Vettura         |  |  |  |  |  |  |  |  |  |  |    |  |  |  |  |  | Punti | Pos. |
| ---- | -------------- | --------------- |  |  |  |  |  |  |  |  |  |  | -- |  |  |  |  |  | ----- | ---- |
| 2014 | HRT Rally Team | Peugeot 208 T16 |  |  |  |  |  |  |  |  |  |  | 50 |  |  |  |  |  | 0     |      |

| 2015 | Scuderia | Vettura                             |    |  |  |  |     |  |     |  |     |  |     |    |    |  |  |  | Punti | Pos. |
| ---- | -------- | ----------------------------------- | -- |  |  |  | --- |  | --- |  | --- |  | --- | -- | -- |  |  |  | ----- | ---- |
| 2015 |          | Peugeot 208 T16 Citroën DS3 R3T Max | 19 |  |  |  | Rit |  | Rit |  | Rit |  | Rit | 32 | 34 |  |  |  | 0     |      |

| 2016 | Scuderia | Vettura                          |  |  |  |  |     |    |    |     |    |  |    |    |    |  |  |  | Punti | Pos. |
| ---- | -------- | -------------------------------- |  |  |  |  | --- | -- | -- | --- | -- |  | -- | -- | -- |  |  |  | ----- | ---- |
| 2016 |          | Peugeot 207 S2000 Citroën DS3 R5 |  |  |  |  | Rit | 17 | 18 | Rit | 12 |  | 25 | 13 | 41 |  |  |  | 0     |      |

| 2017 | Scuderia | Vettura                       |  |     |  |    |  |    |    |    |    |    |    |    |  |  |  |  | Punti | Pos. |
| ---- | -------- | ----------------------------- |  | --- |  | -- |  | -- | -- | -- | -- | -- | -- | -- |  |  |  |  | ----- | ---- |
| 2017 |          | Citroën DS3 R5 Ford Fiesta R5 |  | Rit |  | 15 |  | 25 | 19 | 21 | 31 | 14 | 11 | 20 |  |  |  |  | 0     |      |

| 2018 | Scuderia        | Vettura                       |     |  |  |    |  |    |     |    |     |  |     |    |  |  |  |  | Punti | Pos. |
| ---- | --------------- | ----------------------------- | --- |  |  | -- |  | -- | --- | -- | --- |  | --- | -- |  |  |  |  | ----- | ---- |
| 2018 | BRC Racing Team | Škoda Fabia R5 Hyundai i20 R5 | Rit |  |  | 23 |  | 11 | Rit | 15 | Rit |  | Rit | 18 |  |  |  |  | 0     |      |

| 2019 | Scuderia | Vettura                               |  |  |  |    |  |  |   |    |    |  |  |    |    |  |  |  | Punti | Pos. |
| ---- | -------- | ------------------------------------- |  |  |  | -- |  |  | - | -- | -- |  |  | -- | -- |  |  |  | ----- | ---- |
| 2019 |          | Škoda Fabia R5 Škoda Fabia Rally2 evo |  |  |  | 44 |  |  | 9 | 11 | 14 |  |  | 12 | 17 |  |  |  | 2     | 24º  |

| 2020 | Scuderia               | Vettura               |  |  |  |     |     |   |  |  |  |  |  |  |  |  |  |  | Punti | Pos. |
| ---- | ---------------------- | --------------------- |  |  |  | --- | --- | - |  |  |  |  |  |  |  |  |  |  | ----- | ---- |
| 2020 | Hyundai 2C Competition | Hyundai i20 Coupe WRC |  |  |  | Rit | Rit | 7 |  |  |  |  |  |  |  |  |  |  | 6     | 19º  |

| 2021 | Scuderia               | Vettura               |    |    |    |  |  |  |  |  |  |  |  |  |  |  |  |  | Punti | Pos. |
| ---- | ---------------------- | --------------------- | -- | -- | -- |  |  |  |  |  |  |  |  |  |  |  |  |  | ----- | ---- |
| 2021 | Hyundai 2C Competition | Hyundai i20 Coupe WRC | 16 | 39 | 29 |  |  |  |  |  |  |  |  |  |  |  |  |  | 0     |      |

| 2022 | Scuderia                                 | Vettura                                               |  |  |    |   |   |  |     |     |  |   |  |    |   |  |  |  | Punti | Pos. |
| ---- | ---------------------------------------- | ----------------------------------------------------- |  |  | -- | - | - |  | --- | --- |  | - |  | -- | - |  |  |  | ----- | ---- |
| 2022 | M-Sport Ford WRT Toyota Gazoo Racing WRT | Ford Puma Rally1 Hybrid Toyota GR Yaris Rally1 Hybrid |  |  | 47 | 7 | 4 |  | Rit | Rit |  | 4 |  | 10 | 4 |  |  |  | 43    | 11º  |

| 2023 | Scuderia                | Vettura                       |    |  |   |    |  |     |    |  |  |    |    |  |    |  |  |  | Punti | Pos. |
| ---- | ----------------------- | ----------------------------- | -- |  | - | -- |  | --- | -- |  |  | -- | -- |  | -- |  |  |  | ----- | ---- |
| 2023 | Toyota Gazoo Racing WRT | Toyota GR Yaris Rally1 Hybrid | 15 |  | 1 | 53 |  | 145 | 13 |  |  | 10 | 43 |  | 25 |  |  |  | 133   | 5º   |

| 2024 | Scuderia                | Vettura                       |   |  |  |    |    |   |    |   |    |    |     |     |    |  |  |  | Punti | Pos. |
| ---- | ----------------------- | ----------------------------- | - |  |  | -- | -- | - | -- | - | -- | -- | --- | --- | -- |  |  |  | ----- | ---- |
| 2024 | Toyota Gazoo Racing WRT | Toyota GR Yaris Rally1 Hybrid | 2 |  |  | 13 | 14 | 2 | WD | 2 | 15 | 16 | 351 | Rit | 21 |  |  |  | 191   | 4º   |

| 2025 | Scuderia                | Vettura                |   |  |  |   |    |   |    |  |   |  |  |  |  |  |  |  | Punti | Pos. |
| ---- | ----------------------- | ---------------------- | - |  |  | - | -- | - | -- |  | - |  |  |  |  |  |  |  | ----- | ---- |
| 2025 | Toyota Gazoo Racing WRT | Toyota GR Yaris Rally1 | 1 |  |  | 2 | 15 | 1 | 21 |  | 3 |  |  |  |  |  |  |  | 163   |      |

| Legenda | 1º posto | 2º posto | 3º posto | A punti | Senza punti | Ritirato | Squalificato | NP=Non partito C=Gara cancellata | Apice=Power stage |

### WRC-2
| 2015 | Scuderia | Vettura         |   |  |  |  |     |  |     |  |     |  |  |  |  |  |  |  | Punti | Pos. |
| ---- | -------- | --------------- | - |  |  |  | --- |  | --- |  | --- |  |  |  |  |  |  |  | ----- | ---- |
| 2015 |          | Peugeot 208 T16 | 5 |  |  |  | Rit |  | Rit |  | Rit |  |  |  |  |  |  |  | 10    | 29º  |

| 2016 | Scuderia | Vettura                          |  |  |  |  |     |   |   |     |   |  |   |  |  |  |  |  | Punti | Pos. |
| ---- | -------- | -------------------------------- |  |  |  |  | --- | - | - | --- | - |  | - |  |  |  |  |  | ----- | ---- |
| 2016 |          | Peugeot 207 S2000 Citroën DS3 R5 |  |  |  |  | Rit | 6 | 6 | Rit | 5 |  | 5 |  |  |  |  |  | 36    | 10º  |

| 2017 | Scuderia | Vettura                       |  |     |  |   |  |    |   |  |   |   |  |   |  |  |  |  | Punti | Pos. |
| ---- | -------- | ----------------------------- |  | --- |  | - |  | -- | - |  | - | - |  | - |  |  |  |  | ----- | ---- |
| 2017 |          | Citroën DS3 R5 Ford Fiesta R5 |  | Rit |  | 6 |  | 10 | 5 |  | 7 | 5 |  | 8 |  |  |  |  | [ 6 ] |      |

| 2018 | Scuderia        | Vettura        |  |  |  |   |  |   |     |   |     |  |     |   |  |  |  |  | Punti | Pos. |
| ---- | --------------- | -------------- |  |  |  | - |  | - | --- | - | --- |  | --- | - |  |  |  |  | ----- | ---- |
| 2018 | BRC Racing Team | Hyundai i20 R5 |  |  |  | 6 |  | 4 | Rit | 5 | Rit |  | Rit | 7 |  |  |  |  | [ 6 ] |      |

| 2019 | Scuderia | Vettura                               |  |  |  |    |  |  |   |   |   |  |  |   |   |  |  |  | Punti | Pos. |
| ---- | -------- | ------------------------------------- |  |  |  | -- |  |  | - | - | - |  |  | - | - |  |  |  | ----- | ---- |
| 2019 |          | Škoda Fabia R5 Škoda Fabia Rally2 evo |  |  |  | 10 |  |  | 1 | 1 | 4 |  |  | 2 | 5 |  |  |  | 91    | 1º   |

| Legenda | 1º posto | 2º posto | 3º posto | A punti | Senza punti | Ritirato | Squalificato | NP=Non partito C=Gara cancellata | Apice=Power stage |

### WRC-3
| 2015 | Scuderia | Vettura             |  |  |  |  |  |  |  |  |  |  |     |   |   |  |  |  | Punti | Pos. |
| ---- | -------- | ------------------- |  |  |  |  |  |  |  |  |  |  | --- | - | - |  |  |  | ----- | ---- |
| 2015 |          | Citroën DS3 R3T Max |  |  |  |  |  |  |  |  |  |  | Rit | 7 | 5 |  |  |  | 16    |      |

| Legenda | 1º posto | 2º posto | 3º posto | A punti | Senza punti | Ritirato | Squalificato | NP=Non partito C=Gara cancellata | Apice=Power stage |

### Junior WRC
| 2015 | Scuderia | Vettura             |  |  |  |  |  |  |  |  |  |  |     |   |   |  |  |  | Punti | Pos. |
| ---- | -------- | ------------------- |  |  |  |  |  |  |  |  |  |  | --- | - | - |  |  |  | ----- | ---- |
| 2015 |          | Citroën DS3 R3T Max |  |  |  |  |  |  |  |  |  |  | Rit | 5 | 3 |  |  |  | 25    | 9º   |

| Legenda | 1º posto | 2º posto | 3º posto | A punti | Senza punti | Ritirato | Squalificato | NP=Non partito C=Gara cancellata | Apice=Power stage |